# Mönchengladbach Ost
Mönchengladbach Ost ist einer von vier Stadtbezirken der kreisfreien Großstadt Mönchengladbach im Westen des deutschen Bundeslandes Nordrhein-Westfalen. Innerhalb Mönchengladbachs wird die erst seit dem 22. Oktober 2009 bestehende Verwaltungseinheit meist kurz als Stadtbezirk Ost bezeichnet. Im Stadtbezirk Ost wurden im Jahr 2009 die bisherigen Stadtbezirke Neuwerk, Volksgarten und Giesenkirchen zusammengefasst. Diese Verwaltungsreform wurde am 27. Februar 2008 vom Mönchengladbacher Stadtrat mit der knappen Mehrheit von nur einer Stimme beschlossen. Der Sitz der Bezirksverwaltung befindet sich im Verwaltungsgebäude an der Liebfrauenstraße in Neuwerk-Mitte.

## Gliederung des Stadtbezirks
Der Mönchengladbacher Stadtbezirk Ost gliedert sich in zehn amtliche Stadtteile, von denen sich einige aus wiederum mehreren kleinen Ortsteilen zusammensetzen:
| alte Stadtbezirke bis 22. Oktober 2009 | Stadtteile | Stadtteile          | Stadtteile  | Stadtteile   | Ortsteile, Ortslagen, Dörfer, Weiler, „Honnschaften“ usw.                                         |
| -------------------------------------- | ---------- | ------------------- | ----------- | ------------ | ------------------------------------------------------------------------------------------------- |
| alte Stadtbezirke bis 22. Oktober 2009 | Nr.        | Name                | Einwohner a | Fläche/km² b | Ortsteile, Ortslagen, Dörfer, Weiler, „Honnschaften“ usw.                                         |
| Neuwerk                                | 2 01       | Bettrath-Hoven      | 7.734       | 5,892        | Bettrath, Fuchshütte, Hoven, Lockhütte                                                            |
| Neuwerk                                | 2 02       | Flughafen           | 1.266       | 3,714        | Neersbroich                                                                                       |
| Neuwerk                                | 2 03       | Neuwerk-Mitte       | 6.451       | 2,114        | Damm, Donk, Dünn, Engelbleck                                                                      |
| Neuwerk                                | 2 04       | Uedding             | 4.950       | 2,546        |                                                                                                   |
| Volksgarten                            | 2 05       | Lürrip              | 9.160       | 2,623        |                                                                                                   |
| Volksgarten                            | 2 06       | Hardterbroich-Pesch | 13.402      | 2,213        | Hardterbroich, Pesch, Reyerhütte                                                                  |
| Volksgarten                            | 2 07       | Bungt               | 202         | 1,450        |                                                                                                   |
| Giesenkirchen                          | 2 08       | Giesenkirchen-Nord  | 4.375       | 4,799        | Baueshütte, Biesel, Eiger, Högden, Hütz, Puffkohlen, Puttschen, Ruckes, Schrödt, Stadt, Tackhütte |
| Giesenkirchen                          | 2 09       | Schelsen            | 2.106       | 4,636        | Dycker Schelsen, Horster Schelsen                                                                 |
| Giesenkirchen                          | 2 10       | Giesenkirchen-Mitte | 8.736       | 3,319        | Stähn, Trimpelshütte                                                                              |

## Bezirksvertretung
Bei der letzten Kommunalwahl 2009 wählte die sich an der Wahl beteiligende Bevölkerung des Stadtbezirks zu 36,3 Prozent CDU, zu 28,7 Prozent SPD, zu 12,2 Prozent Grüne, zu 9,0 Prozent FDP, zu 8,3 Prozent FWG, zu 3,3 Prozent Die Linke. Die restlichen 2,2 Prozent der Stimmen entfielen auf die übrigen Parteien. Der Bezirksvertretung gehören 19 Mitglieder an.

## Landtagswahl
Bei der vorgezogenen Landtagswahl am 13. Mai 2012 wählten die stimmberechtigten Einwohner des Stadtbezirks bei den Zweitstimmen wie folgt: c

## Einteilung der Postleitzahlen
Die Postleitzahlen 41065, 41066 und 41238 sind im Mönchengladbacher Stadtbezirk Ost gültig.

Einteilung der Postleitzahlbezirke